# Бресниця (Ормож)
Бресниця (словен. Bresnica) — поселення в общині Ормож, Подравський регіон‎, Словенія.